# Hongguang Linchang (bondby i Kina, Heilongjiang Sheng, lat 47,21, long 128,95)
Hongguang Linchang (kinesiska: 红光林场) är en bondby i Kina. Den ligger i provinsen Heilongjiang, i den nordöstra delen av landet, omkring 240 kilometer nordost om provinshuvudstaden Harbin. Antalet invånare är 99. Befolkningen består av 50 kvinnor och 49 män. Barn under 15 år utgör 3,0 %, vuxna 15-64 år 80 %, och äldre över 65 år 16,0 %.
Runt Hongguang Linchang är det ganska glesbefolkat, med 47 invånare per kvadratkilometer. Närmaste större samhälle är Fendou Jingyingsuo, 14,0 km nordost om Hongguang Linchang. I omgivningarna runt Hongguang Linchang växer i huvudsak blandskog.
Genomsnittlig årsnederbörd är 1 089 millimeter. Den regnigaste månaden är juli, med i genomsnitt 249 mm nederbörd, och den torraste är januari, med 14 mm nederbörd.